# فرودگاه بوسیا
فرودگاه بوسیا (به انگلیسی: Busia Airport) یک فرودگاه همگانی، غیرنظامی است که یک باند فرود سنگفرش دارد و طول باند آن ۱۰۰۰ متر است. این فرودگاه در کشور کنیا قرار دارد و در ارتفاع ۱۲۱۶ متری از سطح دریا واقع شده‌است.